# Me acuerdo
Me acuerdo (en francés, Je me souviens: Les choses communes I) es un libro del escritor francés Georges Perec (1936-1982), publicado originalmente en Francia en 1978 en la colección «P.O.L.» de la editorial Hachette. En castellano se publicó por primera vez en octubre de 2006, en la colección «Contemporáneos» de la editorial Berenice, gracias a la traducción de la filóloga española Yolanda Morató. En 2017 se publicó una nueva traducción en la editorial Impedimenta, a cargo de la escritora Mercedes Cebrián, responsable de verter al castellano otras obras de este autor para la misma editorial.
El libro corresponde a una lista de 480 recuerdos breves del autor acerca de temas variados, que de algún modo constituyen una mirada generacional de la Francia de mediados del siglo XX.
El libro contiene una breve nota del autor donde explica que tanto el título como la forma y el espíritu del libro están inspirados en I remember, la primera obra del escritor estadounidense Joe Brainard. La obra está dedicada al escritor Harry Mathews, quien, como Perec, fue miembro del grupo literario Oulipo, y quien le regaló una copia de I remember.

## Creación de la obra
Los textos que conforman el libro fueron recopilados por el autor entre enero de 1973 y junio de 1977, siendo muchos de ellos escritos a partir de la descripción de fotografías de la época. Los primeros 163 ítemes fueron publicados previamente en enero de 1976 en la revista Les Cahiers du Chemin. De acuerdo con el mismo Perec, el principio básico de todos estos textos es el siguiente:

«Intentar sacar a la luz un recuerdo casi olvidado, no esencial, banal, común, si no a todos, por lo menos a muchos.»
Georges Perec

Los recuerdos son en su mayoría de entre 1946 y 1961, es decir, de entre sus 10 y 25 años.
De acuerdo con la traductora y estudiosa Yolanda Morató, el hecho de que Perec trabajara, al momento de la creación de este libro, como bibliotecario en el Laboratorio de Investigación Neurofísica del Hospital Saint-Antoine de París, le hacía recopilar datos constantemente, una práctica que va de la mano con el propósito de esta obra.

## Estructura y contenido
La primera edición del libro en castellano contiene un prólogo escrito por su traductora, Yolanda Morató, titulado «Je me souviens: Viaje a la memoria colectiva de un país». En él, Morató destaca la relación de Brainard y sus I remember (1970) y More I remember (1972) —continuación del primer trabajo— con Georges Perec. También menciona a Juan Bonilla como coleccionista de ejemplares de Je me souviens, según relata en la narración «El lector de Perec» con la que se cierra el libro de cuentos Tanta gente sola (2009). Morató continúa hablando de la influencia de Oulipo en la obra de Perec, describe sucintamente sus principales trabajos literarios y proporciona una breve reseña biográfica del autor.
El libro en sí mismo es una colección de 480 textos breves, cada uno de sólo unas pocas líneas de extensión, que describen algún recuerdo del autor. Cada texto comienza con la frase «Me acuerdo», con la excepción del número 158, que alude al inmediatamente anterior y comienza con «Y eso hace que me acuerde de».
Luego de los textos el autor incluye un post scriptum donde explica brevemente algunos aspectos acerca de la creación de la obra. Se continúa con un «Índice» que contiene una lista de todos los temas y nombres abordados en los «me acuerdo» del libro, acompañados de los números a los que corresponden. Por deseo del autor, a lo anterior le sucede una página en blanco para que el mismo lector pueda escribir en ella sus propios «me acuerdo». En la versión en castellano, Yolanda Morató incluye al final como apéndice una serie de notas explicativas sobre varios de los «me acuerdo» del libro, basadas a su vez en las explicaciones del libro Je me souviens encore mieux de Je me souviens de Roland Brasseur, que contextualiza detalladamente los recuerdos de Perec.

## Temas abordados
En el libro confluyen recuerdos de propagandas, eslóganes y personajes públicos de mediados del siglo XX —músicos, directores de cine, actrices y actores— con recuerdos personales vividos en su infancia y juventud —juegos, vivencias del liceo o con su primo Henri—. Mediante el recuerdo de estaciones de metro, bulevares o cines ya desaparecidos, Perec conforma un mapa del París de su juventud.
Sumado a estos recuerdos felices y divertidos, también hay otros de corte político —militares de la época, escándalos políticos, conflictos, capitulaciones— donde el autor rememora la Segunda Guerra Mundial, tema transversal a varias de sus obras, como la autobiográfica W o recuerdo de infancia, proyecto que surgió aproximadamente al mismo tiempo que Me acuerdo, pero en el cual aborda un recuerdo personal en específico, mientras que aquí el autor prefiere los recuerdos presentes en la memoria colectiva.
Para la especialista Yolanda Morató, así como las complejas relaciones existentes en La vida instrucciones de uso se restringen a fronteras delimitadas por la estructura física de un edificio, Me acuerdo utiliza un mecanismo opuesto, ensanchando sus fronteras a países lejanos para retratar la biografía de un único individuo, que sin embargo es un individuo universal, representante de toda una generación.

## Recepción y crítica
La segunda traducción de la obra al castellano, realizada en 2017 por Mercedes Cebrián, ha sido criticada por la primera traductora, Yolanda Morató, por guardar estrechos paralelismos con su edición de 2006, y porque, de acuerdo con Morató, reproduce sin reconocimiento explícito parte del material ya presentado en su primera traducción. Esto ha generado una polémica entre ambas traductoras, enmarcado dentro del debate existente sobre la escasa defensa de los derechos de autor.

## Impacto y adaptaciones

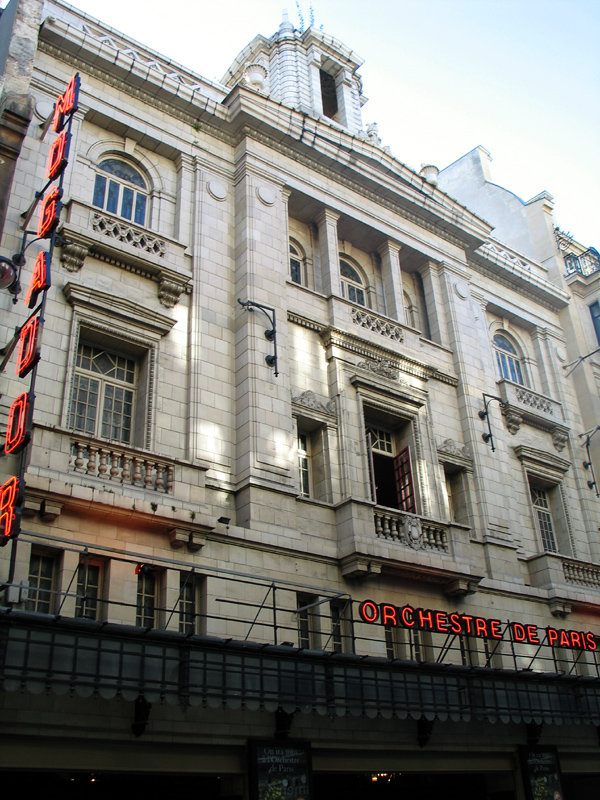
El Teatro Mogador de París donde se presentó la versión teatral de Sami Frey.

Me acuerdo adquirió un éxito popular que influenció a otros escritores y artistas ajenos a la literatura a continuar desarrollando la idea de la obra, lo que fue propiciado por las páginas en blanco incluidas por el autor al final del libro.
Así se difundieron por ejemplo discursos políticos y canciones basadas en ella. En 1986 el escritor Gilbert Adair publicó Myths and Memories, basada en esta obra pero en el contexto británico.
A fines de los años 1980, el actor comediante Sami Frey decidió llevar esta obra al teatro, recitando él mismo los «me acuerdo» de Perec montado en una bicicleta. La obra se presentó en el Festival de Aviñón (julio de 1988), en el Comédie de Genève (septiembre de 1988), en el Festival de Otoño de París (1988), en el Teatro Mogador (enero de 1989), en el Opéra-Comique (marzo de 1989), entre otros lugares. Además se grabó en vídeo para la televisión, y su audio se difundió por casete. Más tarde fue traducida al italiano como Mi Ricordo por Guido Davico Bonino, siendo dirigida e interpretada por Valeriano Gialli en la ciudad de Turín en abril de 1989. Dos años después fue traducida al sueco como Jag minns por Magnus Hedlund, y presentada en Estocolmo entre octubre y diciembre de 1991 bajo la dirección de Magnus Florin.
La obra de teatro de Sami Frey fue vista por Roland Brasseur, quien en 1998 publicó Je me souviens encore mieux de Je me souviens —titulada Intactes et minuscules en una primera edición— un glosario de 296 páginas que ilustra en detalle cada uno de los 480 recuerdos de la obra de Perec. La obra de Brasseur ayuda a comprender mejor el libro original, luego que tras varios años de publicado, algunas reseñas a las que refiere Perec ya hayan caído en el olvido.
Posteriormente aparecieron, entre otros casos, las obras Mon grand-père (1999) y Autoportrait (2005) de los escritores y artistas plásticos Valérie Mréjen y Édouard Levé, respectivamente. Entre el 15 de junio y el 29 de octubre de 2000 incluso se realizó una exposición en el Museo de Arte Moderno de París, titulada Voilà: le monde dans la tête, que estaba sobre todo concebida en torno a este libro del autor.
Varios años después de la muerte de Perec, el grupo Oulipo al que perteneció el autor formalizó de manera teórica los «textes à démarreur» (frases encadenadas) recogidos en esta obra.
En español, varios autores han seguido esta fórmula de los recuerdos. La mexicana Margo Glantz publicó en 2015 Yo también me acuerdo, extensa lista de recuerdos en la que abundan momentos, viajes y lecturas. La española Susana Fortes en 2021 publicó Pontevedra. Tal como éramos, un repaso a su infancia y adolescencia en la ciudad gallega. El español Miguel Ybarra Otín publicó en 2024 Todo lo que pasa cuando nada pasa, comenzando todos sus párrafos con la palabra «Recuerdo», saltando en espacio y tiempo pero hilvanando cada párrafo con el siguiente temáticamente; narra así desde sus primeros recuerdos hasta sus viajes (Corea del Norte, Albania, etc.) y sus años en China.

### Estudios sobre la obra
- Brausseur, Roland (1998). Je me souviens encore mieux de Je me souviens (en francés). Bègles: Le Castor Astral. ISBN 978-28-592054-4-7.

- Datos: Q3163447